# Elasmostethus minor
Espèce
Elasmostethus minor est une espèce d'insectes du sous-ordre des hétéroptères (punaises) de la famille des Acanthosomatidae.

## Systématique
L'espèce Elasmostethus minor a été décrite pour la première fois en 1899 par l'entomologiste hongrois Géza Horváth (d) (1847-1937).

### Publication originale
- (la) G. Horváth, « Heteroptera nova Europae regionumque confinium in Musaeo Nationali Hungarico asservata », Természetrajzi Füzetek, vol. 22,‎ 1899, p. 444-451 (lire en ligne)